# Mirandinha
Sebastião Miranda da Silva Filho, alias Mirandinha, (* 26. Februar 1952 in Bebedouro) ist ein ehemaliger brasilianischer Fußballspieler.

## Karriere

### Verein
Mirandinha begann seine Karriere in seinem Heimatland Brasilien. 1978 wechselte er während der Saison in die USA zu den Tampa Bay Rowdies. Die Rowdies verloren das Finale um die Meisterschaft gegen New York Cosmos und Mirandinha schoss den einzigen Treffer seines Teams. 1979 wurde er an die Memphis Rogues verkauft.

### Nationalmannschaft
Mirandinha spielte nur selten für die brasilianische Nationalmannschaft. Er durfte mit zur Fußball-Weltmeisterschaft 1974 in der Bundesrepublik Deutschland, wo er einmal gegen Schottland zum Einsatz kam.

## Erfolge
São Paulo
- Staatsmeisterschaft von São Paulo: 1975
- Campeonato Brasileiro de Futebol: 1977